# Pillansia templemannii
Pillansia templemannii là một loài thực vật có hoa trong họ Diên vĩ. Loài này được (Baker) L.Bolus miêu tả khoa học đầu tiên năm 1914.